# 嘉悉王
嘉悉王（かしつおう、生没年不詳）は、大加耶の第7代王（在位:不詳）。別名は嘉実王、嘉室王。

## 人物
伽耶諸国のうち、どの国の王であったのか学説が分かれているが、金官伽耶の記録に嘉悉王の名が出て来ない事も有り、他の伽耶諸国の王だったと思われ、大加耶の王または、阿羅伽耶の王であったとする説が主である。
加耶諸国の一体化を図ったが、方言が異なることで統一を困難にしていたため、音楽を利用することとし、楽師の于勒に命じて伽耶琴を創作させた（『三国史記』）。